# Малка Черковна
Ма́лка Черко́вна (болг. Малка Черковна) — село в Тирговиштській області Болгарії. Входить до складу общини Антоново.

## Населення
За даними перепису населення 2011 року у селі проживали 3 особи.
Розподіл населення за віком у 2011 році:
Динаміка населення: